# Yale Law School

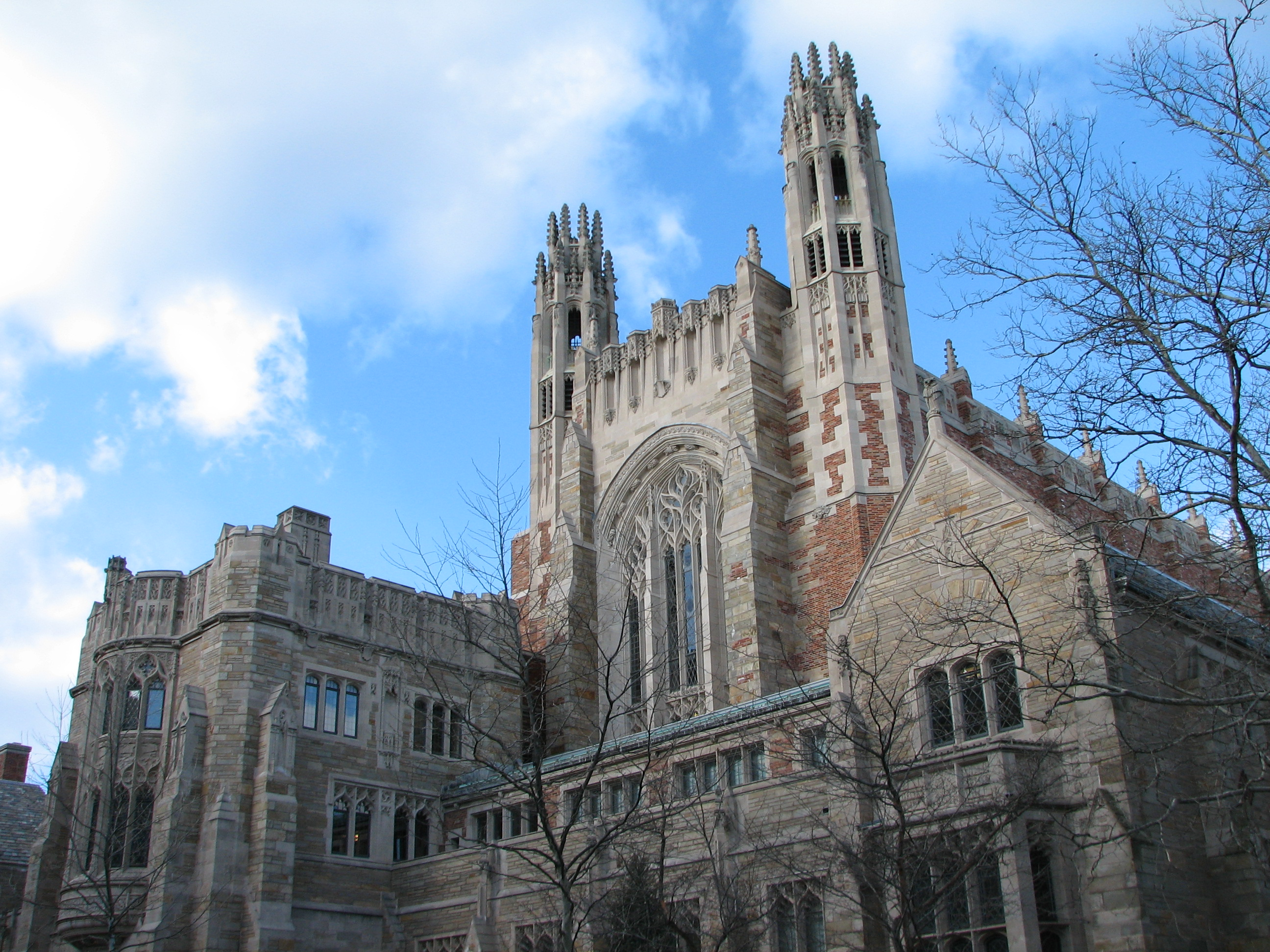
Sterling Law Building

Yale Law School, i USA ofta kallad Yale Law eller YLS, är en juridikskola i New Haven, Connecticut, i USA, tillhörande Yale University. Yale law school grundades 1843 och dess prestigefullhet och fåtal platser gör den till en av USA:s svåraste att bli antagen till.

## Kända elever i urval
Examensår inom parentes.
- Samuel Alito (1975)
- James L. Buckley (1950)
- Karl Carstens (1949)
- James Colgate Cleveland (1948)
- Bill Clinton (1973)
- Hillary Clinton (1973)
- Gerald Ford (1941)
- Charles Goodell (1951)
- Brett Kavanaugh (1990)
- Michael Mukasey (1967)
- Sonia Sotomayor (1979)
- Arlen Specter (1956)
- Clarence Thomas (1974)
- Paul Tsongas (1967)
- J.D. Vance (2013)
- Usha Vance (2013)